# Ernani Pereyra
Ernani Pereyra (Belo Horizonte, 22 gennaio 1978) è un ex calciatore brasiliano naturalizzato azero, di ruolo difensore.

## Carriera

### Nazionale
Nel 2006 ha esordito nella Nazionale azera.